# James Gunn (astrônomo)
James Edward Gunn (Livingston (Texas), 21 de outubro de 1938) é um astrofísico estadunidense.
Em 2009, Gunn recebeu a Medalha Nacional de Ciências, em 2013 a Medalha Bruce e, em 2019, o Prêmio Kyoto em Astrofísica.